# カフェファラオ
カフェファラオ（欧字名:Cafe Pharoah、2017年3月3日 - ）は、アメリカ生産、日本調教の競走馬。主な勝ち鞍は2021年・2022年のフェブラリーステークス連覇、2022年のマイルチャンピオンシップ南部杯。
馬名の意味は、冠名＋父名より。2022年のJRA賞最優秀ダートホースである。

## 戦績

### 2歳（2019年）
12月4日の2歳新馬戦（中山・ダート1800m）でライアン・ムーア鞍上にデビュー。スタートから先手を奪い、直線に向くと後続との差をみるみる広げ、のちの兵庫チャンピオンシップ勝ち馬バーナードループに10馬身差をつけ圧勝。デビュー勝ちを果たした。

### 3歳（2020年）
次走のヒヤシンスステークスでも1番人気に推される。レース本番はスタートで出遅れたものの、道中外から進出し残り200mで先頭に立つと、最後は追い込んだタガノビューティーを1馬身1/4差で抑え切ってデビュー2連勝とした。

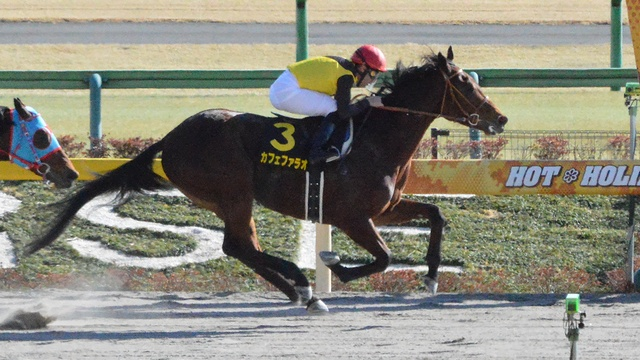
ヒヤシンスS
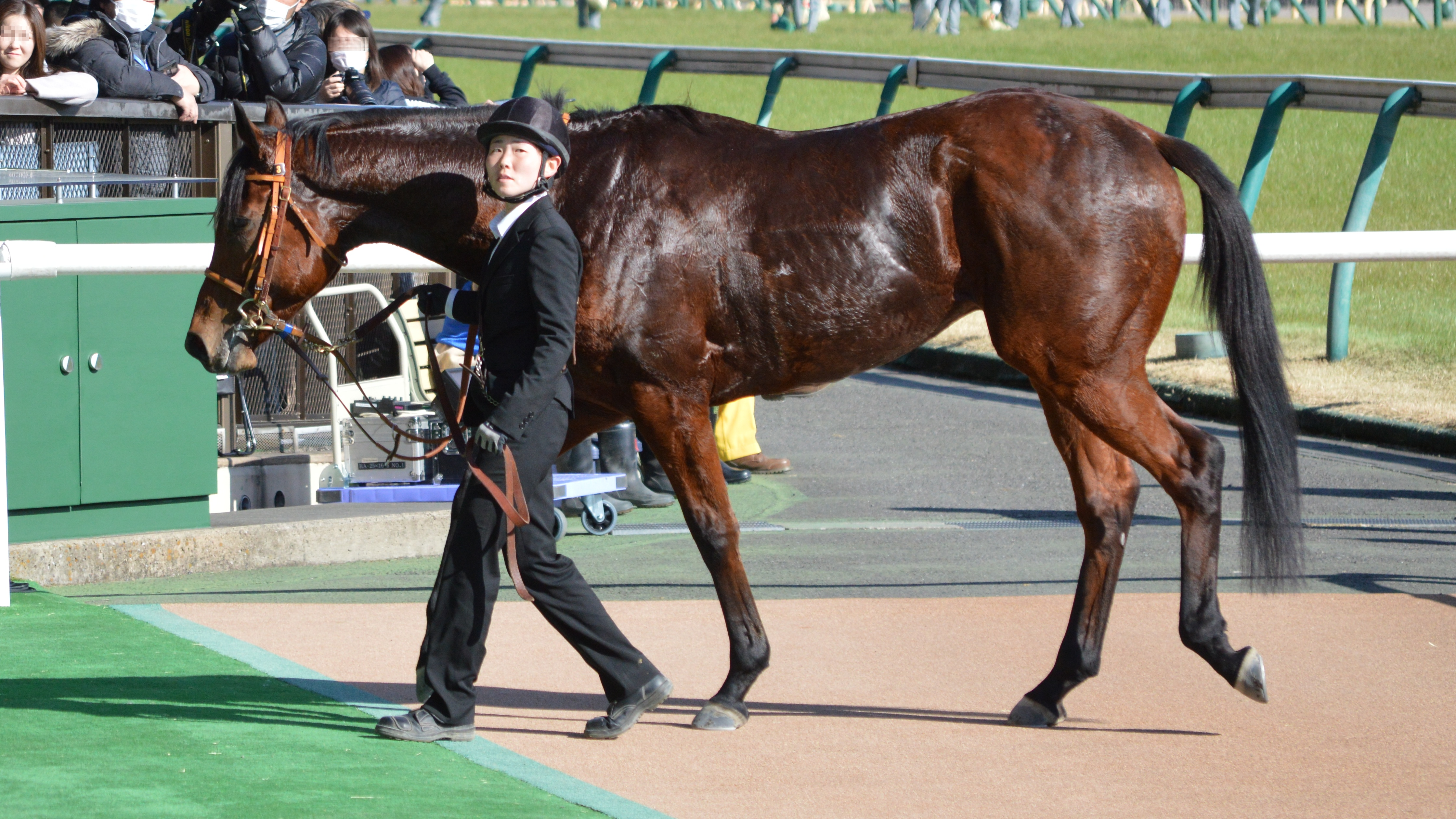
ヒヤシンスS表彰式

重賞初挑戦となったユニコーンステークスでは同じく2戦2勝のレッチェバロック等が集まったが、1番人気に推された。レースでは3コーナーまでに2番手に進出すると、直線では後続を突き放し2着デュードヴァンに5馬身差のレースレコードで圧勝。デビュー3連勝で重賞初制覇を果たした。その後のジャパンダートダービーでは単勝1.1倍と圧倒的1番人気に推されたが7着となり、デビューからの連勝は3でストップとなった。
秋はクリストフ・ルメールとのコンビでシリウスステークスから始動し、1番人気の支持に応えて快勝。その後チャンピオンズカップに参戦し、国内無敗のクリソベリルに次ぐ2番人気に推されたが、中団追走から直線で伸び切れず6着に敗れた。

### 4歳（2021年）
古馬初戦にはフェブラリーステークスを選択。前年のチャンピオンズカップを制したチュウワウィザードは海外へ遠征し、クリソベリルは故障、ゴールドドリームの引退など確固たる実績馬不在の中で1番人気に推されると、レースでは道中5番手を追走。3コーナー手前から進出を開始すると、直線ではワイドファラオ、エアアルマスら先行馬を交わし、最後は外から猛追してきたエアスピネルを3/4馬身差で凌ぎきって優勝、GI初制覇を果たした。勝ちタイム1分34秒4は同レース史上2位、良馬場では史上最速タイムという高速決着となり、鞍上のルメールは前年のモズアスコットに続く同レース連覇、父アメリカンファラオは産駒初の国際ダートG1制覇を果たした。また、史上4頭目の関東馬による同レース勝利となった。
次走はかしわ記念を選択。2.1倍の1番人気に推されたが道中中団からレースを進め進めたが直線伸びを欠き5着に終わる。鞍上のルメールは「深い砂でスタートから、あまり進まなかったです。1.2コーナで良いポジションを取れたけど、3コーナー手前から忙しくなりました。きついコーナーがあまり合わないです」と振り返った。
その後は函館記念に出走、10戦目にして初めての芝に挑戦した。トップハンデの58.5㎏で初芝ながら1番人気に推されたが9着に敗れた。
4か月半ぶりとなったチャンピオンズカップはブリンカーを着用して挑んだが中団やや後方から伸びず11着に終わった。

### 5歳（2022年）
この年もフェブラリーステークスから始動。ここまで主戦騎手を務めたルメールがテオレーマに騎乗するため、新たに福永祐一を鞍上に迎えた。道中では4番手につけ、4コーナー終りから加速。直線でソダシやテイエムサウスダンを交わし、2着のサウスダンに2馬身半差をつけ1分33秒8のレースレコードでゴール。コパノリッキー以来7年ぶりとなるフェブラリーステークス連覇を果たした。
続いて、函館記念以来二度目の芝レースへの挑戦となる安田記念に出走。10番人気に支持され、17着に敗れた。
夏の休養を挟み、秋初戦はマイルチャンピオンシップ南部杯に出走。逃げるヘリオスを3番手から追走し、ゴールでハナ差捉えて勝利。初のフェブラリーステークス以外となるG1級競走3勝目を上げた。また鞍上の福永にとっては騎手として最後のGI級競走制覇となった。

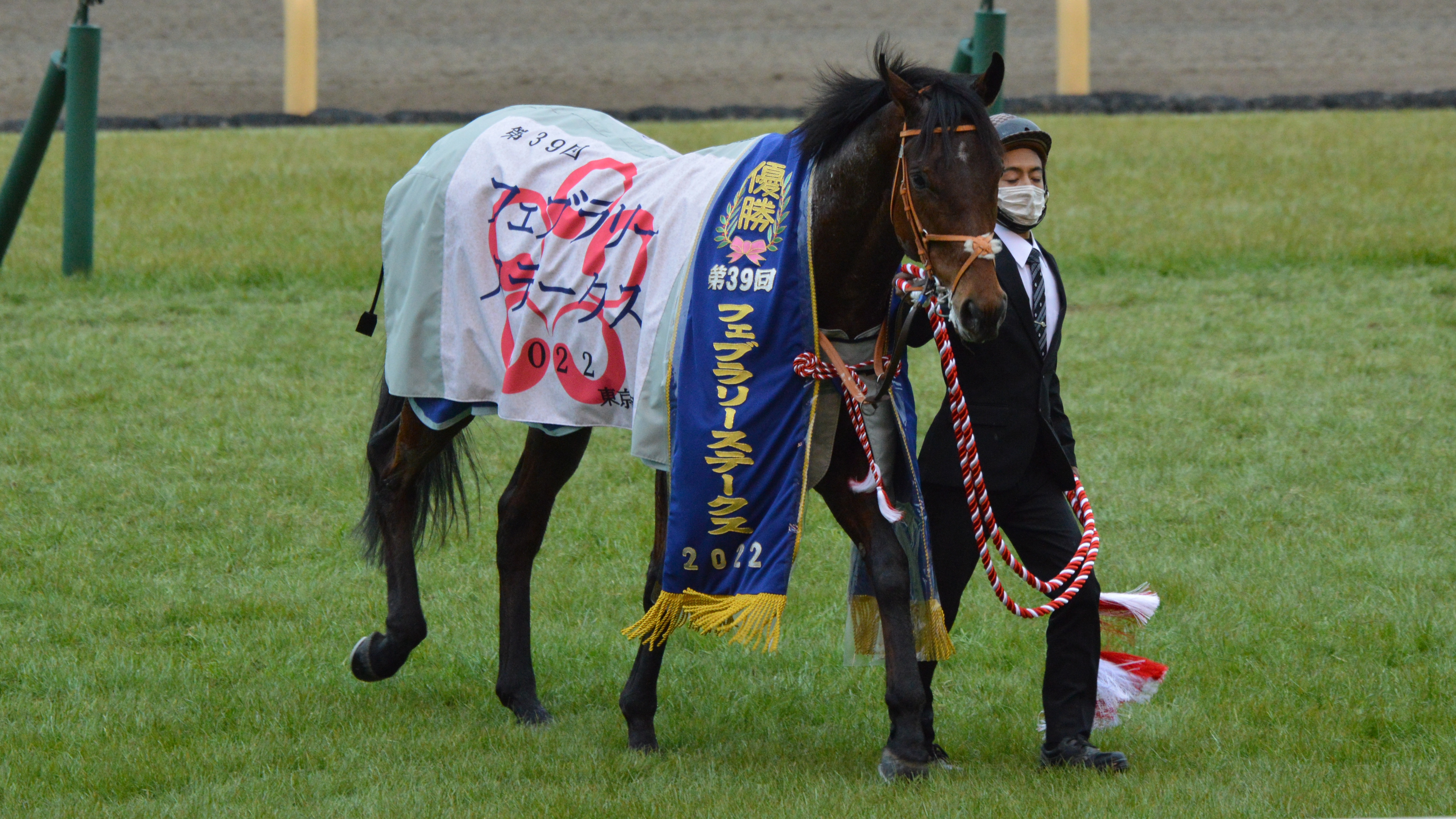
2022年フェブラリーS表彰式

### 6歳（2023年）
初戦は初の海外遠征としてサウジアラビアへ遠征し、ジョアン・モレイラを鞍上に迎えサウジカップに出走し3着の後、アラブ首長国連邦のドバイへ転戦しドバイワールドカップでは12着となった。帰国後は安田記念に浜中俊が騎乗して12着の後、連覇をかけて出走したマイルチャンピオンシップ南部杯は地元・岩手所属の高松亮が騎乗し5着と敗れた。この南部杯が現役最終戦となり、同年11月に現役引退が決定、11月24日付でJRAの競走馬登録を抹消された。引退後は北海道新ひだか町のアロースタッドで種牡馬として供用される。初年度の種付け料は150万円。

## 競走成績
以下の内容は、JBISサーチ、netkeiba.com、サカブジョッキークラブ、Racing Post、エミレーツ競馬協会およびTotal Performance Dataの情報に基づく。
| 競走日     | 競馬場   | 競走名          | 格   | 距離（馬場）  | 頭 数 | 枠 番 | 馬 番 | オッズ （人気） | 着順 | タイム （上り3F） | 着差   | 騎手        | 斤量 [kg] | 1着馬（2着馬）         | 馬体重 [kg] |
| ---------- | -------- | --------------- | ---- | ------------- | ----- | ----- | ----- | --------------- | ---- | ----------------- | ------ | ----------- | --------- | ---------------------- | ----------- |
| 2019.12.14 | 中山     | 2歳新馬         |      | ダ1800m（良） | 14    | 1     | 1     | 002.00（1人）   | 01着 | R1:54.7（37.3）   | -1.6   | 0R.ムーア   | 55        | （バーナードループ）   | 506         |
| 2020.02.23 | 東京     | ヒヤシンスS     | L    | ダ1600m（良） | 14    | 3     | 3     | 002.10（1人）   | 01着 | R1:37.7（35.2）   | -0.2   | 0M.デムーロ | 56        | （タガノビューティー） | 504         |
| 0000.06.21 | 東京     | ユニコーンS     | GIII | ダ1600m（稍） | 16    | 8     | 16    | 002.00（1人）   | 01着 | R1:34.9（36.4）   | -0.8   | 0D.レーン   | 56        | （デュードヴァン）     | 512         |
| 0000.07.08 | 大井     | JDダービー      | JpnI | ダ2000m（重） | 13    | 2     | 2     | 001.10（1人）   | 07着 | R2:08.4（41.8）   | -2.5   | 0D.レーン   | 56        | ダノンファラオ         | 508         |
| 0000.10.03 | 中京     | シリウスS       | GIII | ダ1900m（良） | 16    | 8     | 15    | 001.70（1人）   | 01着 | R1:57.8（36.9）   | -0.1   | 0C.ルメール | 54        | （サクラアリュール）   | 510         |
| 0000.12.06 | 中京     | チャンピオンズC | GI   | ダ1800m（良） | 16    | 4     | 7     | 006.00（2人）   | 06着 | R1:50.2（37.1）   | -0.9   | 0C.ルメール | 56        | チュウワウィザード     | 504         |
| 2021.02.21 | 東京     | フェブラリーS   | GI   | ダ1600m（良） | 16    | 2     | 3     | 003.30（1人）   | 01着 | R1:34.4（35.6）   | -0.1   | 0C.ルメール | 57        | （エアスピネル）       | 514         |
| 0000.05.05 | 船橋     | かしわ記念      | JpnI | ダ1600m（稍） | 12    | 3     | 5     | 002.10（1人）   | 05着 | R1:40.4（39.7）   | -1.1   | 0C.ルメール | 57        | カジノフォンテン       | 518         |
| 0000.07.18 | 函館     | 函館記念        | GIII | 芝2000m（良） | 16    | 1     | 1     | 004.10（1人）   | 09着 | R1:59.4（35.8）   | -0.7   | 0C.ルメール | 58.5      | トーセンスーリヤ       | 524         |
| 0000.12.05 | 中京     | チャンピオンズC | GI   | ダ1800m（良） | 16    | 8     | 16    | 009.60（4人）   | 11着 | R1:51.7（37.4）   | -2.0   | 0C.ルメール | 57        | テーオーケインズ       | 520         |
| 2022.02.20 | 東京     | フェブラリーS   | GI   | ダ1600m（重） | 16    | 3     | 6     | 005.10（2人）   | 01着 | R1:33.8（34.3）   | -0.4   | 0福永祐一   | 57        | （テイエムサウスダン） | 526         |
| 0000.06.05 | 東京     | 安田記念        | GI   | 芝1600m（良） | 18    | 1     | 1     | 021.6（10人）   | 17着 | R1:33.3（34.4）   | -1.0   | 0福永祐一   | 58        | ソングライン           | 524         |
| 0000.10.10 | 盛岡     | MCS南部杯       | JpnI | ダ1600m（不） | 16    | 2     | 4     | 002.80（1人）   | 01着 | R1:34.6（36.8）   | -0.0   | 0福永祐一   | 57        | （ヘリオス）           | 523         |
| 2023.02.25 | KAA      | サウジC         | G1   | ダ1800m（Fs） | 13    | 13    | 1     | 017.00（6人）   | 03着 | R1:51.07          | -0.27  | 0J.モレイラ | 57        | Panthalassa            | 計不        |
| 0000.03.25 | メイダン | ドバイWC        | G1   | ダ2000m（Fs） | 15    | 10    | 3     | 029.00（9人）   | 12着 | R2:13.74（48.54） | -10.49 | 0J.モレイラ | 57        | Ushba Tesoro           | 計不        |
| 0000.06.04 | 東京     | 安田記念        | GI   | 芝1600m（良） | 18    | 8     | 16    | 226.1（18人）   | 12着 | R1:32.3（34.4）   | -0.9   | 0浜中俊     | 58        | ソングライン           | 526         |
| 0000.10.09 | 盛岡     | MCS南部杯       | JpnI | ダ1600m（稍） | 14    | 2     | 2     | 003.80（2人）   | 05着 | R1:36.0（36.4）   | -2.2   | 0高松亮     | 57        | レモンポップ           | 522         |

- タイム欄のRはレコード勝ちを表す
- 海外の競走の「枠番」欄にはゲート番を記載
- サウジアラビアのオッズ・人気は現地主催者発表のもの（日本式のオッズ表記とした）

## 血統表
| カフェファラオの血統          | カフェファラオの血統                 | カフェファラオの血統       | （血統表の出典）           | （血統表の出典） |
| 父系                          | ファピアノ系                         | ファピアノ系               | ファピアノ系               | [ § 2 ]          |
| 父 American Pharoah 2012 鹿毛 | 父の父Pioneerof the Nile 2006 黒鹿毛 | *エンパイアメーカー        | Unbridled                  | Unbridled        |
| 父 American Pharoah 2012 鹿毛 | 父の父Pioneerof the Nile 2006 黒鹿毛 | *エンパイアメーカー        | Toussaud                   |                  |
| 父 American Pharoah 2012 鹿毛 | 父の父Pioneerof the Nile 2006 黒鹿毛 | Star of Goshen             | Lord At War                | Lord At War      |
| 父 American Pharoah 2012 鹿毛 | 父の父Pioneerof the Nile 2006 黒鹿毛 | Star of Goshen             | Castle Eight               |                  |
| 父 American Pharoah 2012 鹿毛 | 父の母Littleprincessemma 2006 栗毛   | Yankee Gentleman           | Storm Cat                  | Storm Cat        |
| 父 American Pharoah 2012 鹿毛 | 父の母Littleprincessemma 2006 栗毛   | Yankee Gentleman           | Key Phrase                 |                  |
| 父 American Pharoah 2012 鹿毛 | 父の母Littleprincessemma 2006 栗毛   | Exclusive Rosette          | Ecliptical                 | Ecliptical       |
| 父 American Pharoah 2012 鹿毛 | 父の母Littleprincessemma 2006 栗毛   | Exclusive Rosette          | Zetta Jet                  |                  |
| 母 Mary's Follies 2006 鹿毛   | 母の父More Than Ready 1997 黒鹿毛    | *サザンヘイロー            | Halo                       | Halo             |
| 母 Mary's Follies 2006 鹿毛   | 母の父More Than Ready 1997 黒鹿毛    | *サザンヘイロー            | Northern Sea               |                  |
| 母 Mary's Follies 2006 鹿毛   | 母の父More Than Ready 1997 黒鹿毛    | Woodman's Girl             | Woodman                    | Woodman          |
| 母 Mary's Follies 2006 鹿毛   | 母の父More Than Ready 1997 黒鹿毛    | Woodman's Girl             | Becky Be Good              |                  |
| 母 Mary's Follies 2006 鹿毛   | 母の母Catch the Queen 1999 鹿毛      | Miswaki                    | Mr. Prospector             | Mr. Prospector   |
| 母 Mary's Follies 2006 鹿毛   | 母の母Catch the Queen 1999 鹿毛      | Miswaki                    | Hopespringseternal         |                  |
| 母 Mary's Follies 2006 鹿毛   | 母の母Catch the Queen 1999 鹿毛      | Wave to the Queen          | Wavering Monarch           | Wavering Monarch |
| 母 Mary's Follies 2006 鹿毛   | 母の母Catch the Queen 1999 鹿毛      | Wave to the Queen          | Blue Ankle                 |                  |
| 母系(F-No.)                   | (FN:1-k)                             | (FN:1-k)                   | (FN:1-k)                   | [ § 3 ]          |
| 5代内の近親交配               | Mr. Prospector 5･4（母内）           | Mr. Prospector 5･4（母内） | Mr. Prospector 5･4（母内） | [ § 4 ]          |
| 出典                          | 1. 2. 3. 4.                          | 1. 2. 3. 4.                | 1. 2. 3. 4.                | 1. 2. 3. 4.      |

- 父アメリカンファラオはアメリカ産馬。現役時代はアメリカクラシック三冠などGI8勝含む9勝を挙げた[38]。
- 母Mary's Folliesもアメリカ産馬で、現役時代ミセズリヴィアステークス(GII)など重賞2勝、計4勝を挙げた[39]。
- 半兄にトランシルヴァニアステークス(GIII)など重賞2勝のNight Prowler、半姉にメイトリアークステークスなどGI4勝を含む重賞8勝のRegal Gloryがいる。